# Roter Seufzer

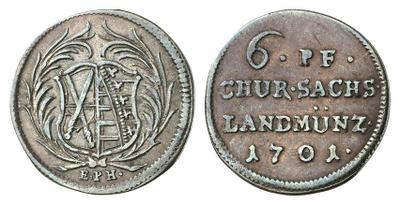
6 Pfennige 1701, „Roter Seufzer“ aus der Münzstätte Leipzig, Mmz. E.P.H., Münzmeister Ernst Peter Hecht

Roter Seufzer (auch Seufzer und Leipziger Seufzer genannt) ist der volkstümliche Name des unter dem sächsischen Kurfürsten und polnischen König August dem Starken (1694–1733) in riesigen Mengen 1701 und 1702 geprägten minderwertigen Sechs-Pfennig-Stücks. Der Name dieser Sechser ist auf den Verlust zurückzuführen, den die Bevölkerung durch die stark kupferhaltigen Münzen erlitt.

## Münzgeschichte
In den Jahren 1701 und 1702 prägte die Münzstätte Leipzig im Kurfürstentum Sachsen in großer Zahl Sechs-Pfennig-Stücke. Diese Münzen trugen zunächst eine dünne Schicht hochwertigen Silbers, die jedoch im Umlauf schnell abnutzte und eine fast kupferrote Münze erkennen ließ. Die roten Seufzer waren aus knapp zweilötigem Silber (122/1000 Silber; Billon) geschlagen und wogen 1,62 g. Die Münzinschrift „LANDMÜNZ.“ bedeutet, dass diese Münze eine Landmünze war und folglich nicht der Reichsmünzordnung entsprechen musste, was auch tatsächlich der Fall war. Die Ausprägung der Roten Seufzer erfolgte in Anlehnung an die minderwertigen kurbrandenburgischen Sechspfenniger mit dem Spottnamen  Rote Sechser (auch Spieß), die unter dem Kurfürsten Friedrich Wilhelm von Brandenburg (1640–1688) und seinem Nachfolger Friedrich III. (I.) (1688–1713) von 1676–1711 geprägt wurden.
August II. ließ kurz hintereinander zwei Posten der Sechser im umgerechneten Nennwert von je 280.000 Talern ausprägen. Von beiden Posten erzielte der König einen Reingewinn von 236.000 Talern. Der amtierende Leipziger Münzmeister Ernst Peter Hecht überstand die durch die minderwertigen Sechser hervorgerufene Geldkrise unangefochten. Die Verantwortung für die massenweise ausgebrachten unterwertigen Pfennigmünzen mit dem Münzmeisterzeichen E.P.H., die das Kurfürstentum überschwemmten, trug offensichtlich nicht der Münzmeister.

### Schuldzuweisungen

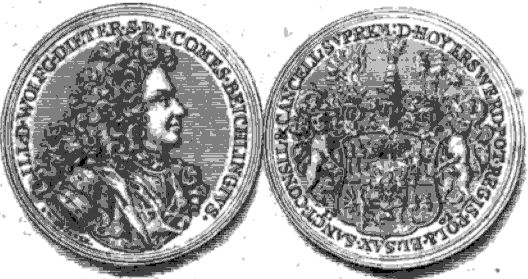
Bildnis Beichlingens auf einer „Medaille des gefallenen […] Grafen […] von A. 1702“ – aus Köhlers Münzbelustigung. (Medailleur J. W. Höckner, Münzstätte Dresden.) Die Schuld am Münzbetrug wurde Beichlingen zugeschoben.

Die Schuld am Münzbetrug schob der König dem Großkanzler und Geheimen Rat Wolf Dietrich Grafen von Beichlingen zu, der wegen der Ausführung eines von ihm emittierten Bankotalers (Beichlingscher Ordenstaler) 1702 in Ungnade gefallen war.
Beichlingen bestritt allerdings, die Ausgabe der Sechser veranlasst zu haben:

„Dieser [Beichlingen] gab untertänigst zu bedenken, er habe nichts ohne besonderes Geheiß getan und erlaube sich, den König zu erinnern, dieser selbst habe die Ausmünzung des anstößigen Geldes […] anbefohlen wegen Anschaffung gewisser Juwelen.  Er, der Kanzler, habe  seine Bedenken vorgestellt, sei aber nicht gehört worden. Der König habe selbst die Ausprägung eines zweiten Postens […] in solchen Sechsern angeordnet und von diesen beiden Posten einen Reingewinn von 236.000 Talern wirklich genossen. […]“

Es war die Zeit des Nordischen Kriegs (1700–1721) gegen die Schweden, in der August II. dringend Finanzmittel benötigte.

### Die Abwertung
Zur Verantwortung für den „Plan des Finanzunternehmens“ und dessen Auswirkung ist im „Conversations-Lexikon“ von 1831 folgendes festgehalten:

„Seufzer, auch rothe Seufzer war der Name einer geringhaltigen Scheidemünze, die 1701 aus der Leipziger Münze ausging. Weil durch sie die Mark fein auf 32 Thlr. ausgebracht war, setzte das Volk eigenmächtig ihren Werth von 6 Pfennigen auf 2 Pf. herab. König August II. befahl zwar unterm 16. Februar 1703 sie für 3 Pfennige das Stück anzunehmen, gewährte aber unter dem 13. April dess. J. dem Publicum, daß es bei seinem Umlaufpreise von 2 Pf. blieb. Der Plan zu diesem Finanzunternehmen soll vom Grafen Beichlingen ausgegangen sein. In 2 Jahren waren mehr als für eine halbe Mill. Thlr. solcher Seufzer ausgeprägt worden.“

Wer für die Ausgabe der Roten Seufzer verantwortlich war, steht nicht fest. Die minderwertigen Sechser wurden durch Edikt vom 16. Februar 1703 auf 3 Pfennige abgewertet. Die Bevölkerung bewertete sie jedoch nicht höher als 2 Pfennige und erreichte damit durch Edikt vom 13. April 1703 die weitere Abwertung. Damit schadete sie sich am meisten selbst, denn die Landeskassen brauchten sie nunmehr nur noch mit 2 Pfennigen einzulösen. Zuletzt wurden sie nur noch als Spielmarken verwendet.